# 劉定勛
刘定勋（？—1643年），字謙甫，湖广汉阳府汉阳县人。

## 生平
崇祯三年（1630年）庚午科湖广乡试举人，崇祯十三年（1640年）庚辰科進士，工部观政，十五年闰十一月官常熟县知县，十六年卒于官。